# Norisbeth Isais Agudo Gonzalez
Norisbeth Isais Agudo Gonzalez (* 22. Mai 1992 in Carabobo) ist eine venezolanische Beachvolleyballspielerin.

## Karriere
Agudo nahm 2010 mit Carmen Roxana Salazar Malave an der Jugendweltmeisterschaft in Porto teil. Bei den Junioren-Weltmeisterschaften 2011 und 2012 in Halifax erreichte sie mit Gloriangel Iriarte und Cristel Veronica Gonzalez Garcia jeweils den 17. Rang. Das gleiche Ergebnis gab es bei der U23-WM 2013 in Mysłowice mit Valeria De Los Angeles Ramirez Caldera. 2014 bildete Agudo ein neues Duo mit Gabriela Brito. Nachdem sie bei der kontinentalen Tour mehrmals Top-5-Platzierungen erreicht hatten, absolvierten sie Puerto Vallarta und Anapa ihre ersten Open-Turniere der FIVB World Tour. Außerdem spielte Agudo mit ihrer Partnerin erneut bei der U23-WM in Mysłowice.
Anschließend bildete sie ein Duo mit Olaya Pérez Pazo. Bis zum Jahresende spielten Pazo/Agudo noch bei den Grand Slams in Stare Jabłonki und São Paulo sowie den Paraná Open. Anfang 2015 schafften sie einen Turniersieg und weitere vordere Platzierungen bei der kontinentalen Tour. Anschließend absolvierten sie diverse Open- und Major-Turniere der World Tour sowie die Grand Slams in Moskau und Sankt Petersburg; ihr bestes Ergebnis war dabei der 17. Rang in Luzern. Das gleiche Ergebnis erreichten die beiden Venezolanerinnen bei der Beachvolleyball-Weltmeisterschaft 2015 in den Niederlanden, als sie als Gruppenzweite in die KO-Runde kamen und gegen die späteren Finalistinnen Lima/Fernanda aus Brasilien ausschieden. Beim Grand Slam in Long Beach sowie bei den Puerto Vallarta Open trat Agudo nochmal mit Gabriela Brito an. 2016 war sie auf der World Tour und kontinental wieder mit Pazo aktiv. Beim Continental Cup der CSV setzten sich Pazo/Agudo gegen die südamerikanische Konkurrenz durch und qualifizierten sich für die Olympischen Spiele. Hier erreichten sie in der Vorrunde nach einem Sieg und zwei Niederlagen den dritten Platz und schieden anschließend im „Lucky Loser“ Spiel gegen das deutsche Duo Borger/Büthe aus.
Seit 2017 ist Gabriela Brito wieder Agudos feste Partnerin. Bei der Weltmeisterschaft in Wien schieden die Venezolanerinnen sieglos nach der Vorrunde aus.